# غريغوري جي. روز
غريغوري جي. روز (بالإنجليزية: Gregory G. Rose)‏ هو مهندس أمريكي وأسترالي، ولد في 15 يوليو 1955.